# آختالا (روستا)
آختالا (به ارمنی: Ախթալա) یک روستا است که در استان لوری ارمنستان واقع شده‌است. آختالا در ۴ کیلومتری مشرق شاملوغ واقع شده‌است.

## خصوصیات
آختالا ۳۳ نفر جمعیت دارد و در ارتفاع ۱۳۷۵ متر بالاتر از سطح دریا قرار گرفته‌است.
| سال   | ۱۸۸۶ | ۱۹۲۲ | ۲۰۰۴ |
| جمعیت | ۷۶   | ۱۰۴  | ۳۳   |